# Bacharelado Internacional

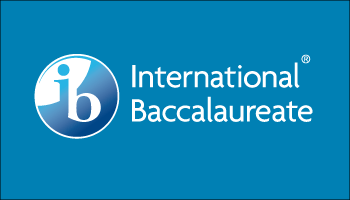
International Baccalaureate.

O Bacharelado Internacional (em francês:  International Baccalaureate - IB), anteriormente conhecido como Organização Internacional de Bacharelado, é uma fundação educacional internacional com sede em Genebra, Suíça, e fundada em 1968. Oferece quatro programas educacionais: o Programa Internacional de Bacharelado Internacional e o programa relacionado com a carreira do IB para estudantes com idades compreendidas entre os 16 e os 19 anos, o programa do meio-dia do IB, projetado para estudantes com idades compreendidas entre os 11 e os 16 anos, e o Programa da LDA para crianças de 3 a 12 anos. Para ensinar esses programas, as escolas precisam ser autorizadas pelo IB.
O nome e o logotipo da organização foram alterados em 2007 para refletir uma reorganização. Por conseguinte, o "IB" pode agora referir-se à própria organização, a qualquer um dos quatro programas ou ao diploma ou certificados atribuídos no final de um programa.